# Mäntyjärvi (sjö i Kajanaland, lat 64,02, long 30,22)
Mäntyjärvi är en sjö i Finland. Den ligger i kommunen Kuhmo i landskapet Kajanaland, i den östra delen av landet, 500 km nordost om huvudstaden Helsingfors. Mäntyjärvi ligger 201,4 meter över havet. I omgivningarna runt Mäntyjärvi växer i huvudsak barrskog. Den är 10,3 meter djup. Arean är 1,07 kvadratkilometer och strandlinjen är 8,72 kilometer lång. Sjön  ingår i Uleälvens huvudavrinningsområde. 
I övrigt finns följande vid Mäntyjärvi:
- Pirttijärvi (en sjö)